# Liste der Kardinalskreierungen Innozenz’ VIII.
Papst Innozenz VIII. (1484–1492) kreierte acht Kardinäle in nur einem Konsistorium.

## 9. März 1489
- Lorenzo Cibo de’ Mari, Neffe von Innozenz VIII., Erzbischof von Benevent, † 21. Dezember 1503
- Ardicino della Porta iuniore, Bischof von Aléria (Korsika), † 4. September 1493
- Antonio Gentile Pallavicini, Bischof von Orense, † 10. September 1507
- André d’Espinay, Erzbischof von Bordeaux, † 10. November 1500
- Pierre d’Aubusson, Großmeister des Ordens von St. Johannes in Jerusalem, † 3. Juli 1503
- Maffeo Gherardi O.S.B.Cam., Patriarch von Venedig, † 14. September 1492
- Giovanni de’ Medici, Apostolischer Protonotar, später Papst Leo X.
- Federico Sanseverino, Apostolischer Protonotar, † 7. August 1516